# 캐셔로
《캐셔로》(영어: Cashero)는 넷플릭스에서 2025년 공개 예정인 대한민국의 공상 과학, 서부극, 스릴러 드라마이다.

## 제작진

### 연출
- 이창민

### 각본
- 이제인
- 전찬호

## 등장인물

### 주요 인물
- 이준호 : 강상웅 역
- 김혜준 : 김민숙 역
- 김병철 : 변호인 역
- 김향기 : 방은미 역

### 주변 인물
- 강한나 : 조안나 역
- 차시원
- 장현성
- 이채민
- 신수현